# Haleikkeri, Sagar
Haleikkeri là một làng thuộc tehsil Sagar, huyện Shimoga, bang Karnataka, Ấn Độ.